# Jackson Valencia
Jackson Valencia, vollständiger Name Jackson Valencia Mosquera, (* 9. März 1993 in Necoclí) ist ein kolumbianischer ehemaliger Fußballspieler.

## Karriere
Der 1,80 Meter große Mittelfeldakteur stand mindestens von Mitte 2015 bis Ende Februar 2016 in Reihen von Deportes Tolima. Im Jahr 2015 bestritt er dort vier Spiele in der Primer A und eines in der Copa Colombia. Einen Treffer erzielte er dabei nicht. Anschließend setzte er seine Karriere in Uruguay beim Zweitligisten Club Atlético Atenas fort. Für den Klub aus San Carlos lief er in der Clausura 2016 in vier Begegnungen der Segunda División auf und blieb auch bei dieser Karrierestation torlos. Anfang August 2016 wechselte er innerhalb der Liga zum Club Atlético Progreso. Bei den Montevideanern wurde er in der Saison 2016 fünfmal in der zweithöchsten uruguayischen Spielklasse eingesetzt. Anschließend spielte er noch für unterklassige Teams in Argentinien, der Slowakei und Spanien.